# Saint-Claude-Torcols
Pour les articles homonymes, voir Saint-Claude.
Saint-Claude-Torcols est un quartier de la commune française de Besançon situé au nord de la ville. Il comptait 15 372 habitants en 2018, soit 13 % de la population totale de la commune. Il s'étend sur environ 7,8 km2

## Histoire
En 1965 est construite la « Cité des Montarmots » à Saint-Claude, qui totalise plus de 30 logements. Le but premier de ces logements était d'accueillir les Franco-algériens rapatriés depuis peu (depuis la guerre d'Algérie).

## Évolution démographique
| 1999   | 2006   | 2010   | 2019   |
| ------ | ------ | ------ | ------ |
| 13 975 | 14 521 | 15 237 | 15 663 |

| IRIS          | Population (2019) | Variation annuelle 2011-2019 | Population (2011) | Variation annuelle 1999-2011 | Population (1999) |
| ------------- | ----------------- | ---------------------------- | ----------------- | ---------------------------- | ----------------- |
| Montjoux      | 1 888             | - 0,24 %                     | 1 925             | 0,45 %                       | 1 827             |
| Rue de Vesoul | 4 312             | 0,65 %                       | 4 098             | 0,87 %                       | 3 710             |
| Torcols       | 4 982             | 1,32 %                       | 4 506             | 3,14 %                       | 3 272             |
| Trey          | 1 801             | - 1,11 %                     | 1 977             | - 0,30 %                     | 2 054             |
| Viotte        | 2 680             | 0,06 %                       | 2 668             | - 1,19 %                     | 3 112             |

## Géographie
Le quartier est situé entre Montrapon-Fontaine-Écu, Les Orchamps et Les Chaprais.

### Découpage territorial
Il est composé de cinq IRIS : Montjoux, Rue de Vesoul, Torcols, Trey et Viotte.
Au nord et à l'est, l'IRIS des Torcols (4,36 km2)  est le plus étendu : il est délimité par la limite communale de Besançon et la lisière de la forêt de Chailluz au nord ; le chemin des Montarmots, la lisière de la forêt de Chailluz  et le chemin des Relançons à l'est ; le boulevard Léon Blum au sud ; la rue Francis Clerc, le chemin des Torcols et le chemin de Valentin à l'ouest.
À l'ouest, l'IRIS Rue de Vesoul (2,6 km2) est délimité par : la limite communale de Besançon au nord ; le chemin des Torcols et le chemin de Valentin à l'est ; les boulevards Winston Churchill et Léon Blum au sud ; la rue Urbain Leverrier, la rue Camille Flammarion, le chemin de l'Escale, la rue des Founottes et le chemin de la Baume à l'ouest.
Au sud-ouest, l'IRIS Montjoux (0,22 km2) est délimité par : le boulevard Winston Churchill au nord ; la rue de Vesoul à l'est ; la rue de Vesoul et la rue Midol au sud ; l'avenue du Commandant Marceau et la rue de Chaillot à l'ouest.
Au centre, l'IRIS Trey (0,22 km2) est délimité par : le boulevard Léon Blum au nord ; la rue Henri Baigue à l'est ; la rue du Refuge, la rue Francis Clerc et la rue de Trey au sud ; la rue de Vesoul à l'ouest.
Au sud-est, l'IRIS Viotte (0,37 km2) est délimité par : la rue du Refuge, la rue Francis Clerc et la rue de Trey au sud ; la rue du Chasnot et la rue Henri et Maurice Baigue à l'est ; la rue Nicolas Bruand au sud ; la rue de Vesoul à l'ouest.

## Enseignement
| Écoles maternelles - École maternelle publique Albert Camus - École maternelle publique Bruyères - École maternelle publique Fontaine-Écu - École maternelle publique Saint-Claude - École maternelle publique Viotte - École maternelle privée Notre-Dame - École maternelle privée Saint-Jean (anciennement Saint-Bernard) |  | Écoles élémentaires - École élémentaire publique Bruyères - École élémentaire publique Fontaine-Écu - École élémentaire publique Saint-Claude - École élémentaire publique Viotte - École élémentaire privée Notre-Dame - École élémentaire privée Saint-Jean (anciennement Saint-Bernard) |  | Enseignement Secondaire - Collège Albert-Camus - Collège privé Notre-Dame - Lycée privé Saint-Jean |

## Équipement sportif et culturel
- Complexe sportif de Saint-Claude

## Lieux de culte
- La grande mosquée de Besançon, la mosquée Sounna.
- Église de Saint-Claude

## Monuments
- Cimetière de Saint-Claude
- Fort des Justices

## Autres bâtiments
- Pôle-Emploi
- Funérarium-crématorium

## Commerces
- Une moyenne surface Casino

## Transport
C'est la compagnie de bus Ginko qui gère le transport urbain de Besançon
- Les lignes  L5  7  8  9  12  20  et  Ginko Diabolo  D1  D4  D5  D7  D8  D9  desservent le quartier.

## Voirie
Saint Claude est situé entre deux grandes routes : le boulevard Winston Churchill et la rue de Vesoul.

## Sources
- Migrations à Besançon